# امیل روباک
امیل روباک (متولد ۳ می ۲۰۰۳)، یک فوتبالیست جوان سوئدی است که به عنوان مهاجم به تازگی راهی باشگاه میلان شده‌است.

## اوایل دوران حرفه ای
روباک فوتبال را به عنوان یک نوجوان برای تیم باشگاه فوتبال [[نورشوپینگ]] آغاز کرد. او قبل از رسیدن به این مهم دو دوره حضور کوتاه مدت در تیم اسلیپنر و واسترهانینگه داشت. در سال ۲۰۱۵، او راهی آکادمی باشگاه هاماربی از استکهلم در [[لیگ برتر فوتبال سوئد]] شد.

## آغاز ماجراجویی در باشگاه میلان ایتالیا
میلان کمی پس از نخستین خرید خود در مارکت تابستانی ۲۰۲۰ با نام کالولو به سراغ خرید استعداد جوان دیگری رفت. اما آنها این بار به جای فرانسه به سوئد مراجعه کردند، جایی که امیل روباک برای خود نامی دست و پا کرده بود.
در حالی که هیچ‌کدام از رسانه‌های خبری ایتالیایی از اقدامات میلان برای خرید این استعداد جوان اطلاعاتی نداشتند، دنیل کریستوفرسن گزارشگر یکی از منابع معتبر سوئدی با نام اسپورت اکسپرسنس خبر از امضای قرارداد این بازیکن هاماربی سوئد - باشگاهی که زلاتان بخشی از مالکیت آن را در اختیار دارد - به میلان را داد.
میلان برای امضای قرارداد با امیل روباک موفق شد باشگاه‌هایی چون آرسنال و بایرن مونیخ را در این راه شکست بدهد، بازیکنی که گفته می‌شود زلاتان ابراهیموویچ را هم تحت تأثیر قرار داده‌است.
توتواسپورت در بخشی از گزارش‌های خود پیرامون این بازیکن، خاطر نشان کرد که روباک در دوران قرنطینه با زلاتان ابراهیموویچ تمریناتی داشته‌است اما او توسط مونکادا کشف و زیر نظر گرفته شده بود.
در کشور سوئد به او لقب تیری آنری جدید را داده‌اند. سرانجام روباک با تأیید رسمی باشگاه هاماربی سوئد انتقالش به باشگاه میلان تأیید شد. انتقالی که گفته می‌شود به ارزش ۱٫۵ میلیون یورو انجام شده‌است.
جاسپر جانسون مدیر ورزشی باشگاه هاماربی سوئد در رابطه با انتقال او به میلان نظرش را بدین شکل عنوان کرد: «بسیار افتخار می‌کنیم که چنین عملیات بزرگی را برای یکی از بازیکنان محصول آکادمی باشگاه انجام داده‌ایم. مذاکرات با میلان تجربه بسیار مثبتی بود»

## مشخصات و مهارت‌های فردی
روباک با قد ۱۸۶ سانتیمتر در دسته بازیکنان بلند قامت قرار می‌گیرد. سرعت بالا، تکنیک کافی و شم گلزنی از مهمترین خصوصیات این استعداد جوان محسوب می‌شود.
او به خوبی توانایی زدن به عمق حریف و شرکت در بازیسازی تیمی را دارد. به لحاظ خصوصیاتی که دارد او را می‌توان به بازیکنان انگلیسی شبیه دانست اما به لحاظ فیزیک قطعاً برخی از بزرگان ایتالیا را یادآور خواهد بود.